# Ugo La Malfa
Ugo La Malfa (ur. 16 maja 1903 w Palermo, zm. 26 marca 1979 w Rzymie) – włoski polityk, działacz antyfaszystowski, parlamentarzysta, minister w różnych rządach, lider włoskich republikanów. Ojciec Giorgia La Malfy.

## Życiorys
Studiował nauki finansowe i ekonomiczne na Università Ca' Foscari Venezia. Pracował w redakcji Enciclopedia Italiana. Współpracował z ruchem antyfaszystowskim. W 1942 był jednym z założycieli opozycyjnej Partito d'Azione, reprezentował ją w Komitecie Wyzwolenia Narodowego.
W 1946 został wybrany do zgromadzenia konstytucyjnego, które działało do 1948. Następnie uzyskiwał mandat posła do Izby Deputowanych I, II, III, IV, V, VI i VII kadencji, w której zasiadał do czasu swojej śmierci. Również w 1946 przystąpił do Włoskiej Partii Republikańskiej, stając się wkrótce jednym z jej liderów. Pełnił funkcję sekretarza generalnego tej partii (1965–1975), następnie zajmował honorowe stanowisko jej przewodniczącego (do 1979).
Po raz pierwszy w skład rządu wszedł w 1945 jako minister transportu. W latach 1945–1946, 1950–1951 i 1951–1953 sprawował urząd ministra handlu zagranicznego w trzech gabinetach, którymi kierował Alcide De Gasperi. W drugiej połowie lat 50. został redaktorem pisma „La Voce Repubblicana”. W 1962 powrócił do rządu jako minister ds. budżetu w gabinecie Amintore Fanfaniego (do 1963). Od 1973 do 1974 był ministrem skarbu u Mariano Rumora, następnie do 1976 wicepremierem w rządzie, na czele którego stał Aldo Moro. Powrócił na ten urząd 20 marca 1979 w piątym gabinecie Giulia Andreottiego, zmarł jednak kilka dni później.